# Antonio (Familienname)
Antonio, António oder Antônio ist ein italienischer, spanischer und portugiesischer Familienname.

## Namensträger
- Alex Rafael da Silva Antônio (* 1988), brasilianischer Fußballspieler
- Amadeu Antonio (1962–1990), angolanisches Gewaltopfer
- Aníbal António (* 1975), mosambikanischer Fußballschiedsrichter
- Asier Antonio Marcos (* 1979), spanischer Handballtorwart
- Bill Antonio (* 2002), simbabwischer Fußballspieler
- Cirillo Dell’Antonio (1876–1971), deutsch-italienischer Holzbildhauer und Medailleur
- Dário António (* 1992), angolanischer Radrennfahrer
- David William Valencia Antonio (* 1963), philippinischer Geistlicher, Bischof von Ilagan
- Dayo António (* 1988), mosambikanischer Fußballspieler
- Eberhardt del’Antonio (1926–1997), deutscher Schriftsteller
- Emile de Antonio (1919–1989), US-amerikanischer Dokumentarfilmschaffender
- Jorge Antonio (1917–2007), argentinischer Unternehmer
- Kyllian Antonio (* 2008), französischer Fußballspieler
- Lauro António (1942–2022), portugiesischer Regisseur, Filmkritiker und Autor
- Lorenzo Antonio (* 1969), US-amerikanischer Sänger
- Luiz Antônio (* 1991), brasilianischer Fußballspieler
- Manuel Antonio (Schriftsteller) (auch Manoel-Antonio; 1900–1930), spanischer Schriftsteller
- Manuel António (Fußballspieler) (* 1946), portugiesischer Fußballspieler
- Manuel António (Leichtathlet) (* 1988), angolanischer Leichtathlet
- Manuel António (Kanute) (* 2000/2001), angolanischer Kanute
- Manuel de Santo António (1660–1733), Bischof und portugiesischer Kolonialverwalter
- Marco Antônio (Fußballspieler, 1951) (* 1951), brasilianischer Fußballspieler
- Marco Antônio (Fußballspieler, 1963) (* 1963), brasilianischer Fußballspieler
- Marcos Antônio (Fußballspieler, 1979) (Marcos Antônio dos Santos; * 1979), brasilianischer Fußballspieler
- Marcos António (Fußballspieler, 1983) (Marcos António Elias Santos; * 1983), brasilianischer Fußballspieler
- Marcos Antônio (Fußballspieler, 1988) (Marcos Antônio Nascimento Santos; * 1988), brasilianischer Fußballspieler
- Marcos Antônio (Fußballspieler, 2000) (Marcos Antônio Silva Santos; * 2000), brasilianischer Fußballspieler
- Maurício Antônio (* 1992), portugiesisch-brasilianischer Fußballspieler
- Michail Antonio (* 1990), englischer Fußballspieler
- Neri di Antonio Neri, italienischer Maler
- Nickie Antonio (* 1955), US-amerikanische Politikerin und Lehrerin
- Nicolás Antonio (1617–1684), spanischer Historiker
- Nils Antonio (* 1963), jamaikanischer Marathonläufer
- Pedro Luís António (1921–2014), angolanischer Geistlicher, Bischof von Kwito-Bié
- Peggy Antonio (1917–2002), australische Cricketspielerin
- Salvatore Antonio (* 1976), kanadischer Schauspieler
- Signori António (* 1994), schweizerisch-angolanischer Fußballspieler
- Sílvio Antônio (* 1974), brasilianischer Fußballspieler
- Téte António (* 1955), angolanischer Politiker
- Zé António (eigentlich José António dos Santos Silva; * 1977), portugiesischer Fußballspieler